# Jardim Zoológico de Lisboa

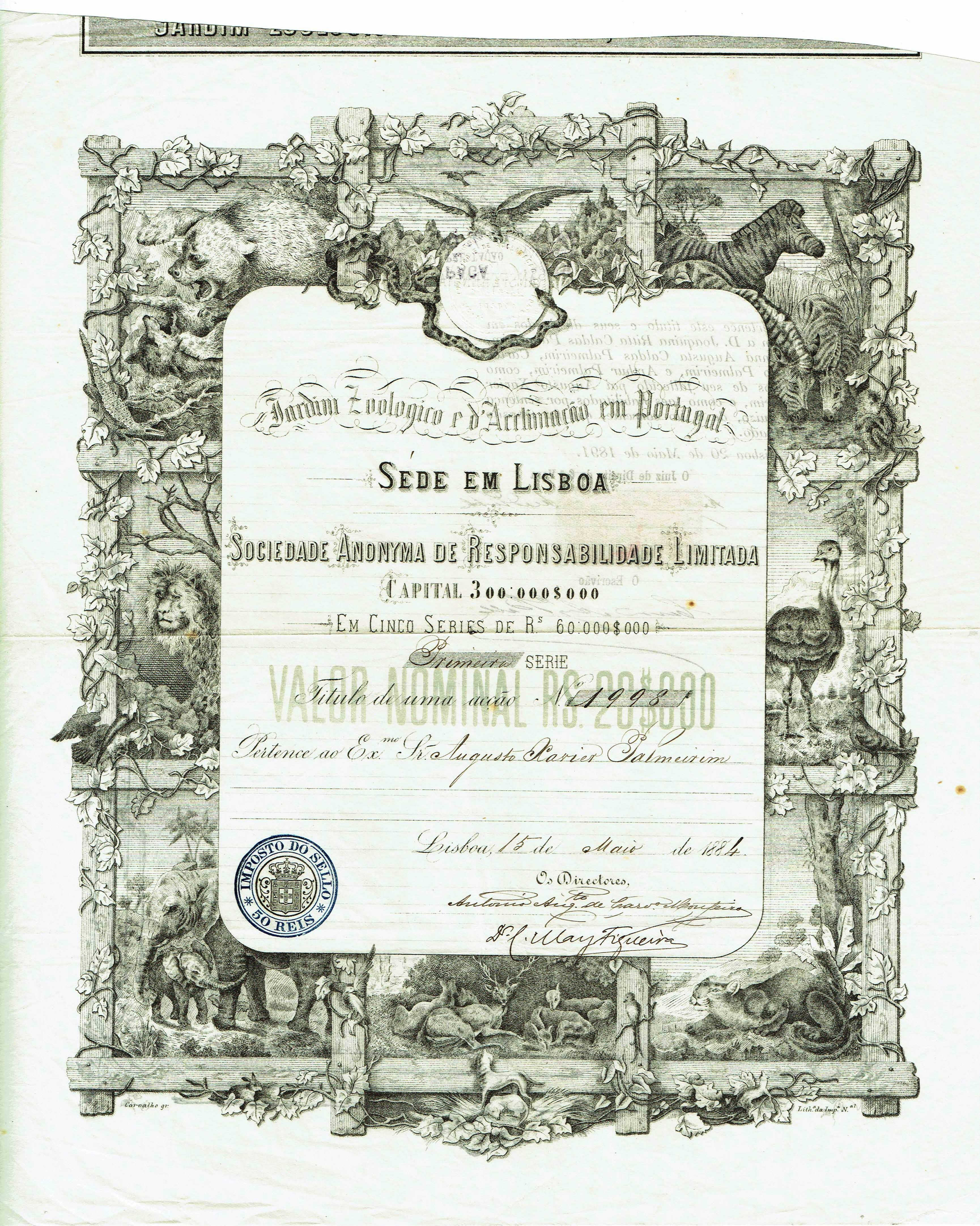
Quota do Jardim Zoológico e de Aclimação em Portugal em 15 de maio de 1884

O Jardim Zoológico e de Aclimação em Portugal, localiza-se em Sete Rios, em Lisboa, Portugal. Atualmente reúne um conjunto representativo de todo o planeta, com cerca de 2000 animais de 300 espécies diferentes. 
Inaugurado em 1884, as suas primitivas instalações foram no Parque de São Sebastião da Pedreira, vindo a serem transferidas em 1894 para os terrenos de Palhavã, no terreno onde hoje se situa a Fundação Calouste Gulbenkian. Mais tarde, em 1905, o Jardim Zoológico foi transferido para a sua actual localização, na Quinta das Laranjeiras, em Sete Rios.

## História
O Jardim Zoológico de Lisboa foi inaugurado no dia 28 de maio de 1884 (140 anos).

### Antecedentes
A ideia para a criação de um jardim zoológico em Portugal, nomeadamente em Lisboa, remonta a 1882, conforme rumores que começaram a circular na imprensa lisboeta em Agosto daquele ano. Na época ainda não existia na Península Ibérica nenhum parque dedicado à flora e fauna exóticas do mundo, embora tanto Espanha quanto Portugal já terem sediado menageries reais anteriormente.
Os seus idealizadores foram Dr. Van Der Laan, proprietário do maior aviário do país na época, Dr. Sousa Martins e May Figueira. Juntos decidiram formar uma sociedade zoológica e de aclimação de animais e plantas nos moldes das que já existiam em França e nos Países Baixos, feito este facilitado através da posição geográfica excepcional de Lisboa, facilitando assim a aclimação das espécies.
Nos finais desse ano o grupo viajou pela Europa, em visita aos jardins zoológicos já existentes em algumas capitais europeias, recolhendo conhecimentos e práticas para a criação de um jardim zoológico em Lisboa, após as visitas foi necessário procurar homens que pudessem custear as despesas e projetar os edifícios, estes foram Lino Bento de Sousa e o engenheiro civil e 2.º barão de Kessler Frederico Luís Hermano, que adicionalmente assegurou o apoio de D. Fernando II devido à posição do pai como seu médico. Esta adesão de D. Fernando II atraiu outros indivíduos de relevo como o na altura Ministro da Marinha de D. Luís, o zoólogo José Barbosa du Bocage.
A 19 de Fevereiro de 1883 reuniu-se a comissão fundadora da Sociedade Zoológica e de Aclimação de Animais e Plantas sob presidência de D. Fernando II na Escola Politécnica, e com o incentivo do próprio rei D. Luís foi elaborada uma escritura a 5 de Setembro de 1883, após os necessários estudos e levantamento de capital. Em seguida iniciaram-se as obras em São Sebastião da Pedreira, com a construção de pavilhões, viveiros e gaiolas, para manter os primeiros animais em exposição, espaço este cedido gratuitamente por um período de dez anos em conjunto com terrenos alugados situados a norte do parque.
Desse modo, a 28 de Maio de 1884 foi inaugurado solenemente o Jardim Zoológico de Lisboa, com uma colecção de 1127 animais à disposição do público, alguns dos quais doados pela Família Real Portuguesa e outras personalidades.

### Primeiros anos
O público acorreu em grande número e euforia à cerimónia de inauguração, que contou com a presença da Família Real e de diversas autoridades. Até ao fim do ano registou-se uma afluência de 170.000 visitantes, que elegeram como principal atracção sobretudo os grandes felinos e a fauna do continente africano.
Os dois anos seguintes continuaram a atrair muitos visitantes, mas dificuldades diversas, entre as quais alegadamente o mau tempo, registou-se uma queda acentuada no número de visitas, defrontando-se o jardim zoológico com algumas dificuldades, solucionadas com um pedido de subsídios à Câmara Municipal da cidade, e com a criação de uma nova atracção, passeios de barco pagos no lago do parque, bastante populares à época. Com isso a instituição conseguiu equilibrar as receitas e fazer algumas obras.
O ano de 1892 começou com um rigoroso Inverno que provocou diversos estragos no jardim, como o derrubamento de árvores e a destruição da cobertura de alguns pavilhões e viveiros. Antes do final do ano vieram a falecer os donos do parque, o Dr. João António Pinto e D. Maria das Dores Pinto, e devido à falta de predisposição dos herdeiros para prolongar o empréstimo, o Jardim Zoológico teria de se retirar do espaço de São Sebastião da Pedreira até ao prazo delimitado.

### Mudança para a Palhavã
Em 1894, o jardim zoológico foi obrigado a contentar-se apenas com os terrenos da Palhavã (onde hoje se situa Fundação Calouste Gulbenkian), contíguos a Norte aos de São Sebastião da Pedreira, que arrendara para as suas novas instalações. Os terrenos de semeadura adivinhavam-se difíceis devido à falta de vegetação e à difícil comparação com a beleza do antigo parque, que os visitantes já estavam acostumados. Procedeu-se então a uma rápida arborização e construção de instalações para os animais.
A 13 de Maio de 1894 procedeu-se a reinauguração do parque, ainda sem o grande lago e a vegetação frondosa a que o público já se acostumara. Neste período, o Jardim Zoológico começou a vender e exportar animais, dos que possuía em excesso, de forma a conseguir equilibrar as finanças do parque. Esta tarefa era facilitada uma vez que a Empresa Nacional de Navegação cedia gratuitamente o transporte dos animais, o que também facilitava a vinda de novos espécimes doados pelas várias colónias portuguesas em África e no Oriente. No coreto do jardim, também tiveram lugar concertos por parte de bandas musicais, o que atraía mais público, convertendo o Jardim Zoológico em um autêntico espaço cultural.
Em 1902 foi inaugurada uma nova linha de elétrico (carreira 24) que parava no Zoo, facilitando assim o afluxo de visitantes ao parque.
Com o arrendamento dos terrenos a acabar em 1905 a sociedade do jardim, em 1903, decidiu arrendar os terrenos da Quinta das Laranjeiras em Sete Rios, com a generosidade do proprietário, o Conde de Burnay. Durante os meses seguintes fez-se uma vez mais a mudança dos equipamentos do Jardim Zoológico para a nova morada.

### Quinta das Laranjeiras
Em 28 de Maio de 1905 ocorreu a inauguração do novo parque na Quinta das Laranjeiras. Estes terrenos já se encontravam bastante arborizados, e a área oferecia maior espaço para as instalações dos animais (cerca de 94 000 m²). Em Agosto desse ano registou-se a fuga de um leopardo enquanto estava a ser transferido. O animal teve que ser abatido por um membro da Guarda Nacional, não causando feridos ou danos materiais, mas a Imprensa deu enorme destaque ao acontecimento, chegando a exagerar em algumas ilustrações.
Apenas em 1907 foram assinadas as escrituras com as cláusulas para o estabelecimento definitivo do Jardim Zoológico no Parque das Laranjeiras.
O rei D. Manuel II foi convidado para presidente honorário da instituição, a suceder a D. Carlos I, seu pai.
Nesta época o Jardim Zoológico enfrentou alguns problemas ligados aos cuidados de saúde com algumas espécies que lentamente se iam extinguindo no parque, nomeadamente os chimpanzés. Por outro lado, outras mostravam grande vivacidade e longevidade, havendo ursos, grifos, águias e macacos que remontavam às instalações de São Sebastião da Pedreira e outras que mostravam elevada capacidade de reprodução, nomeadamente felinos, ursos, veados, lobos e primatas. O Jardim Zoológico continuava a receber uma grande variedade de fauna africana doada pelos membros dos seus governos e assim em 1911 iniciam-se as primeiras permutas de animais com outros jardins zoológicos do mundo.

### Século XX
Em 1912, durante a administração de Manuel Emygdio da Silva, o Jardim Zoológico de Lisboa pediu a colaboração do arquitecto Raul Lino para projectar novas instalações para os animais, a começar pela dos cangurus. Ainda nesse ano, a 12 de Março, a Assembleia da República decretou uma lei que declarou o "Jardim Zoológico e de Aclimação de Portugal" como instituição de Utilidade Pública, tendo o decreto a data de Março de 1913. Ainda nesse ano foi fundado o "Grupo dos Amigos do Zoológico", tendo como fundador e primeiro sócio o então presidente da República, Dr. Manuel Arriaga. O ano foi marcado também pelo recebimento, como doação, do seu primeiro hipopótamo. A instituição aproveitou este animal de grande porte para fazer uma grande campanha de publicidade, com numerosos cartazes pelas ruas da cidade, registando com isso um aumento de visitas.
Em Agosto de 1926 o Jardim recebeu mais uma importante doação de animais, inclusive o seu primeiro elefante africano, oferecido pelo rei de Itália juntamente com dois dromedários.
Raul Lino prosseguiu os seus trabalhos de requalificação e construção de novas instalações para os animais com destaque para a aldeia dos macacos, inspirada no Zoo de Roma, que viria a ser um dos marcos mais conhecidos do Jardim Zoológico e atrairia quantidade expressiva de visitantes após a sua inauguração, em Maio de 1927.Tendo autoria em outros projetos de relevo no zoo como o "Palácio dos Chimpanzés, o Aviário Madail, a instalação dos Hipopótamos, a Ilha dos Ursos, o Cerrado dos Elefantes, a Casa das Girafas e a Torre dos Corvos".
O ano de 1928 foi marcado pelo recebimento de um grande lote de aves do Brasil, oferecidas pelo cônsul de Portugal em Manaus, Sr. Anuplio de Lemos.
Em 22 de Maio de 1931 foi inaugurado o "Solar dos Leões", com a presença do Presidente da República Óscar Carmona e outras autoridades. O Solar possibilitava uma visão inovadora sobre estes animais, uma vez que não tinha barras de ferro na frente, algo que agradou muito aos visitantes.
O realizador Cottinelli Telmo filmou no Jardim Zoológico em 1933 cenas para a sua "A Canção de Lisboa", filme que alcançou enorme sucesso. Nele, o personagem interpretado por Vasco Santana visita o zoológico com as suas tias. Também nesse ano foram construídos a ilha dos ursos e o cerrado dos elefantes.
Em 1936 regista-se o falecimento de Manuel Emygdio da Silva, presidente da administração, homenageado com um busto no parque e o seu nome dado a uma rua adjacente ao zoo.
No ano de 1937, entre outros, apenas da colónia da Guiné Portuguesa, chegaram cerca de 440 animais.
Em 1940, a pedido do comissariado para as comemorações da exposição "O Mundo Português", o Jardim Zoológico cedeu vários animais para participarem no desfile de abertura, entre os quais um elefante asiático.
As suas instalações foram melhoradas com a execução de novas obras nos anos de 1946 e 1947 destacando-se a "casa das girafas", a "torre dos corvos", e ainda um parque rústico onde os habitantes de Lisboa podiam apreciar um pouco da vida rural.
Em 1949 foi feita uma homenagem a Raul Lino com a instalação de lápide com o nome "Jardim Raul Lino" no espaço da esplanada do lago.
Mais tarde, em 1952, foi entregue a medalha de ouro da cidade com que a Câmara Municipal de Lisboa galardoou a instituição naquele ano, ficando o Jardim com os dois mais prestigiados prémios de reconhecimento: o de "Instituição de Utilidade Pública" e a "Medalha de Ouro de Lisboa".
Em 1955 o jardim zoológico recebeu, como presente da Companhia de Diamantes de Angola, um ocapi macho e recebeu uma cria de rinoceronte branco, espécie que não se via no país desde o reinado de D. Manuel. O "Solar dos Leões" também foi requalificado e ampliado.
No ano seguinte (1952) a instituição continuou a receber mais espécimes raros nomeadamente aves do Brasil, ursos polares, flamingos, cangurus mais um rinoceronte e com grande destaque um gorila. Estas novas atracções fizeram aumentar o número de visitantes (meio milhão só no ano de 1956). Já se dizia na época que o Jardim Zoológico de Lisboa era um dos mais belo da Europa.
Continuaram nos anos seguintes novas remessas de animais com destaque para uma casal de tigres, crocodilos, chimpanzés, gibões, uma foca da Gronelândia, uma tartaruga marinha.
Em 1961, ano em que o jardim zoológico ultrapassou o meio milhão de visitantes, inaugurou-se em Outubro a nova e majestosa entrada de Sete Rios. Para além disto também se destacou a inauguração do "Jardim Zoológico dos Pequeninos", um espaço dedicado às crianças. Esse ano destacou-se ainda por mais de 1000 nascimentos, das mais variadas espécies, e pela aquisição de um casal de orangotangos. Inauguraram-se ainda uma pista de patinagem, os passeios de elefante e o retorno dos passeios de barco no lago.
A 9 de Junho de 1965 foi feito Membro-Honorário da Ordem de Benemerência.
Do ano de 1965 em diante continuaram a haver inúmeros nascimentos com destaque para o de um gorila em 1969, espécie em perigo de extinção. Em 1972 nasceu uma ninhada de tigres da Sibéria.

### Os anos de crise (1974 a 1980)
A Revolução dos Cravos e a independência das antigas colónias portuguesas mergulharam o Jardim Zoológico numa situação de crise por falta de verbas, chegando a faltar dinheiro para alimentação dos animais e entrega de salários. À época deixou de receber subsídios oficiais e as verbas que provinham dos governos de Angola e Moçambique, em conjunto com as suas remessas de animais.
No início da década de 1980 foram tomadas medidas para solucionar os problemas que o zoológico enfrentava. Com o falecimento do Prof. Viegas da Costa foi nomeada em 1983 uma nova administração que, graças à publicidade, à participação de várias empresas e entidades, e da criação do bingo, tornou possível revitalizar a instituição.
Após a aquisição de novos animais e da celebração do centenário do Jardim Zoológico, na qual se fez uma homenagem ao anterior administrador, com a presença de vários membros do Governo, a inauguração do Bingo, no qual as receitas reverteriam para a modernização do zoo, como a ampliação do cemitério dos cães entre outras o Jardim conseguiu melhorar as condições oferecidas aos seus animais.

### Década de 1990 e século XXI
O Presidente do Jardim Zoológico Félix Naharro Pires em 1990 adotou uma política de gestão com objetivo a modernização das instalações e serviços então existentes, promovendo características naturalistas no espaço. O Zoológico adotou complementarmente como meios de adquirição de verbas, campanhas de apadrinhamento de animais, voltadas para qualquer entidade, pública ou privada. A primeira interessada nesta campanha foi a multinacional Lacoste que apadrinhou a manutenção dos crocodilos. Vigorosas campanhas de publicidade fizeram aumentar a afluência de público e que possibilitou ao Jardim começar a década com bastante sucesso.
A década de 1990 foi também marcada por uma expressiva aquisição de espécimes que veio enriquecer a colecção. Após a visita do director do Zoológico de San Diego em 1990 este ofereceu ao seu congénere em Lisboa três espécies de grande valor zoológico: um casal de pandas vermelhos disponibilizado pelo governo chinês, coalas e bongos. Os dois primeiros beneficiaram de novos e modernos recintos, que prestavam mais atenção ao bem estar dos animais e não apenas à sua exibição ao público. Em 1991, o jardim zoológico recebeu por permuta de um rinoceronte negro, trinta e dois animais, desde elefantes a gnus e zebras, na que ficou conhecida como "Operação Arca de Noé", graças a negociações com o National Parks Board da África do Sul.
Em 1992 com a intensificação das relações internacionais o zoológico passou a fazer parte da Associação Europeia de Zoológicos e Aquários (EAZA) e participou no "International Species Information System" (ISIS) cujo programa informativo consistia numa base de dados de todos os animais em cativeiro do mundo.
À época, as instalações dos pequenos primatas foram remodeladas, substituindo-se grades ou redes por vidros ou fossos com água, e foram oferecidos um casal de focas e uma colónia de Pinguins do Cabo que também tiveram o seu habitat remodelado, dentro da nova filosofia da instituição, que consistia em modernidade e enriquecimento ambiental para as instalações dos animais. Nesse ano mais uma vez graças às boas relações com a National Parks Board, Lisboa recebeu um novo contingente de animais, a "Arca de Noé II".
O programa de televisão da RTP, intitulado "Arca de Noé" , e que contava com uma grande participação do Zoológico de Lisboa, trouxe benefícios a ambas as entidades.
Em 1993 passaram a ser oferecidas visitas guiadas para as escolas e o 109.º aniversário da instituição foi comemorado com uma reconstituição da época em que ele foi inaugurado. A criação do "Centro de Reprodução e Tratamento de Aves" permitiu ao zoológico contribuir para a conservação de várias espécies em vias de extinção. Com isto a instituição passou a integrar os Programas Europeus de Reprodução de Espécies em Perigo (EEPs), tendo inscritas várias espécies como girafas, rinocerontes, tigres, aves, bongos, pandas vermelhos. Iniciaram-se, no serviço pedagógico, actividades de tempos livres para a ocupação de jovens até aos 15 anos durante as férias escolares.
Em 1994 o zoológico apresentou a sua primeira e mais importante iniciativa cultural com a exposição "Dinossauros ao Vivo", tida como a maior e a mais espectacular exposição de dinossauros do mundo, com cenários gigantescos e realistas e um conjunto de réplicas robôs das várias espécies da exposição, foi um enorme sucesso de público. O ano assistiu ainda à criação de uma nova atracção, o teleférico, inaugurado pelo Presidente da República Mário Soares que, na ocasião, ofereceu um casal de elefantes asiáticos. Na comemoração do 110.º aniversário da instituição foi realizada uma exposição que retratava a história do zoológico desde as instalações em São Sebastião da Pedreira até à actualidade. Foi criado o reptilário com uma das melhores colecções do mundo e o biotério, local de criação de alimentos vivos (insectos) para os animais insectívoros do zoo.
O sucesso da grande exposição de dinossauros levou a que, em 1995, fosse inaugurada a exposição "Baleias, Tubarões & Companhia", que retratava a vida marinha, com a presença de alguns tanques com exemplares vivos onde se destacou um par de tubarões capturados na costa da África do Sul.
Com as obras iniciadas no ano de 1994, a 18 de Maio de 1995 foi inaugurado o delfinário, apelidado de "Baía dos Golfinhos", que veio a tornar-se uma das atracções preferidas dos visitantes.
Em 1996 destacou-se a exposição "Gigantes do Passado", na qual era retratada a vida durante o Cenozóico, com destaque para os grandes mamíferos que habitaram a Terra durante esta era geológica.
Em Outubro desse ano foi reinaugurada a "Quintinha" do zoológico, que permitia aos visitantes um contacto com a vida rural.
Em 1997 teve lugar a exposição "Guerra das Estrelas"  para a comemoração dos 20 anos desta produção cinematográfica e ao mesmo tempo também a exposição "Voar…do Sonho à Realidade" que relatava a história da aviação.
Nesse ano o zoológico recebeu um casal de rinocerontes indianos, espécie ameaçada e teve remodelas as instalações dos lémures, espécie também em perigo e que se consegue reproduzir facilmente no zoológico. Também nesse ano iniciaram-se os espectáculos de apresentações com araras e répteis.
Em 2001 foi inaugurado o "Parque Arco-Íris".
No dia 1 de Janeiro de 2004 nasce o primeiro elefante com sucesso no zoo, anunciado apenas uns meses depois foi aclamado pelo país com imensa alegria e foi baptizado "Trombinhas]]", sendo um macho.
Em Maio de 2005 chegam ao Jardim Zoológico um par de ocapis, animais que o Jardim Zoológico aproveita para criar uma campanha publicitária por toda a cidade de Lisboa e arredores que suscita grande curiosidade na população pelo mítico animal. Também neste ano volta a nascer outro elefante africano no Jardim Zoológico apelidado de "Primavera" por ser uma fêmea.
Em Julho de 2015 o Zoo de Lisboa construiu uma nova "casa" para os leopardos da Pérsia que vai servir de modelo para outras instituições dedicadas à conservação e reprodução da subespécie.
A instalação conta com degraus, plataformas, túneis e piscinas biológicas.

## Atracções

### Teleférico

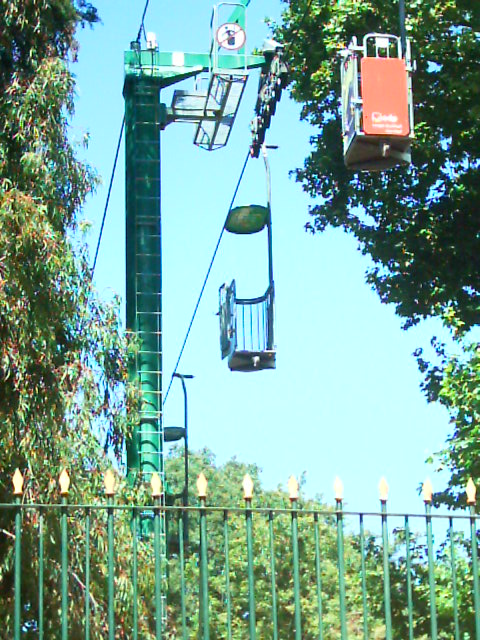
Aspecto do trajecto.

Dando uma volta completa ao parque num circuito em forma de triângulo e atingindo uma altura máxima de cerca de 20 metros, possibilita durante 20 minutos que o visitante observe todo o zoo a partir de uma perspectiva diferente, possibilitando também uma belas vistas da paisagem urbana da cidade de Lisboa.

### Baía dos Golfinhos

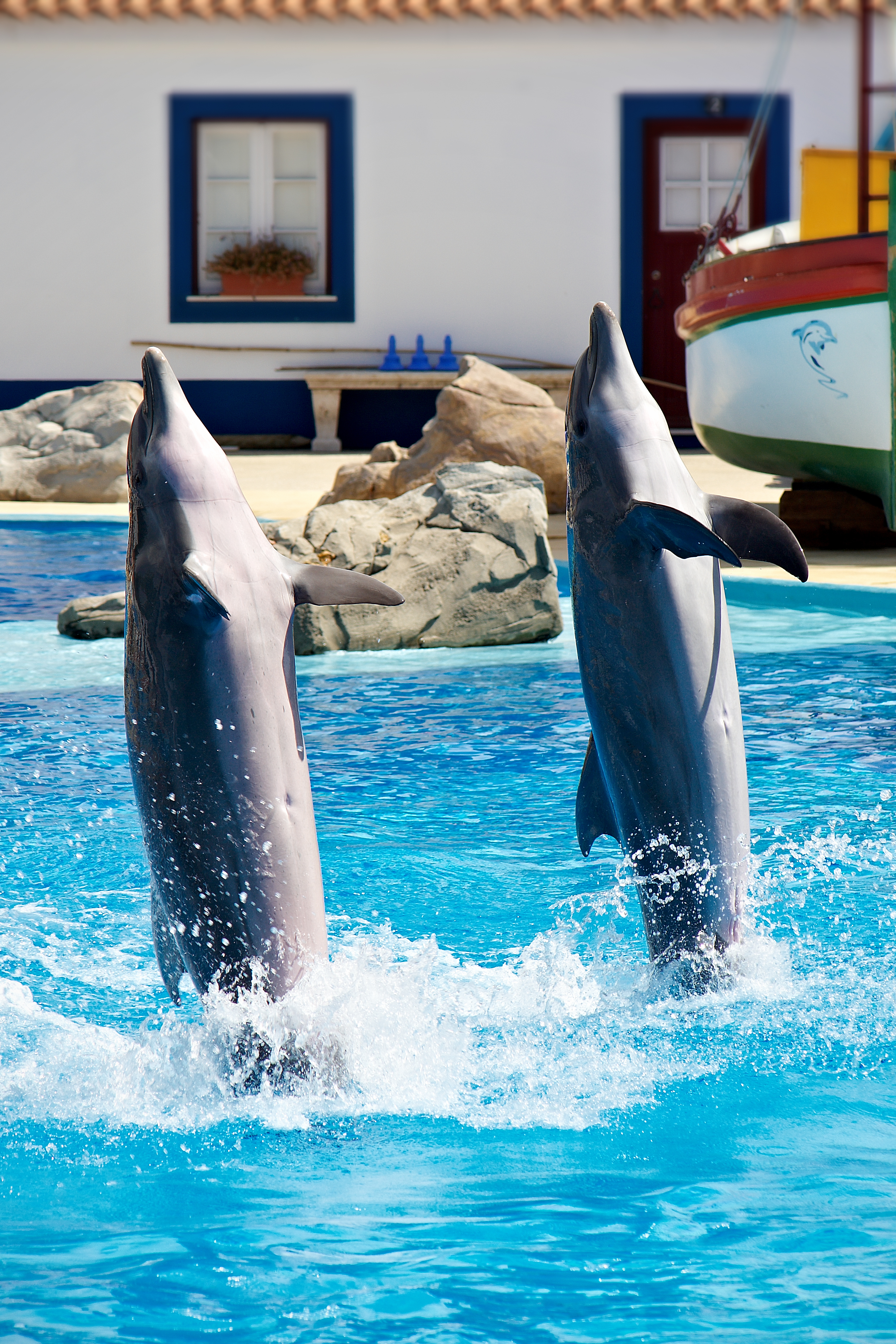
Golfinhos da Baía.

Fazendo recriar uma típica aldeia piscatória portuguesa, com uma recriação de um farol inclusive, é composto por um conjunto de três piscinas com 6 metros de profundidade e 36 metros de diâmetro no seu conjunto e conta com quatro exemplares de golfinhos nariz de garrafa. Tem uma capacidade de 1800 pessoas e possui cobertura para os dias de chuva e para o sol intenso do Verão. Os espectáculos têm em média 1 hora de duração fazendo também parte do espectáculo uma apresentação com leões marinhos.
O espectáculo é bastante diversificado com todas as acrobacias e truques que os animais conseguem fazer, mais uma parte de exercícios aquáticos entre os golfinhos e os seus treinadores.

### Parque Arco-Íris
É uma grande gaiola construída em 2001 e dá a oportunidade de estar em contacto directo com as aves que aí habitam, sendo elas duas subespécies de lórios Arco-Íris e dois exemplares de duas outras espécies de lórios, alimentando-as à mão ou simplesmente observá-las sem possuir grades ou redes como é habitual noutros recintos para aves.

### Bosque Encantado: aves em voo livre
São apresentadas ao público aves dos sete continentes, desde águias a papagaios, passando pela Kookaburra e pela coruja das neves e ainda um pecari, um tatu e um nandu. É realizado no exterior sem qualquer contenção dos animais e estes executam os seus comportamentos naturais mais espectaculares e também algumas habilidades ensinadas.

### Comboio
Quem está fatigado ou tem dificuldades de locomoção pode fazer a visita de uma forma confortável apanhando o comboio à entrada do parque.

### Alimentação dos Pelicanos
Situado nas antigas instalações das focas e leões-marinhos, para além de serem alimentados, são apresentados vários factos acerca dos pelicanos durante a apresentação.

### Quintinha

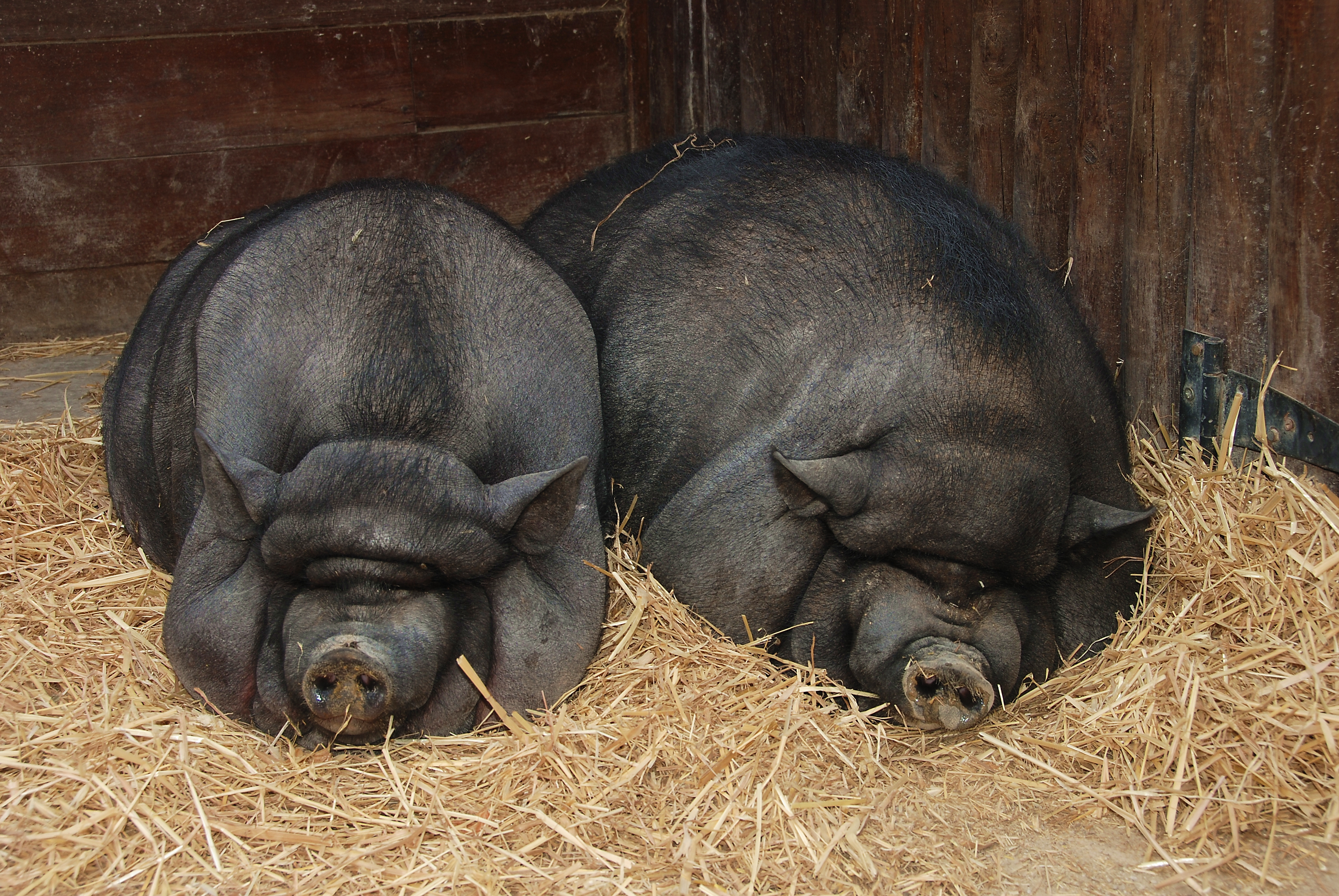
porcos do Vietname.

Remodelada nos últimos anos e com uma nova localização (junto ao Parque Arco-Íris), dá aos lisboetas a possibilidade de estar em contacto com a vida rural e os animais de quinta podendo ter a oportunidade de os alimentar e acariciar e ainda observar o cultivo de vários produtos hortícolas.

### Bosque Encantado: Cobras & Lagartos
No mesmo local onde é apresentado o Bosque Encantado: Apresentação de Aves em Voo Livre, esta apresentação dá ao visitante várias informações acerca de répteis com a amostra de tartarugas, iguanas, crocodilos e até uma pitão com vários metros de comprimento e na qual o visitante é convidado a tocar. Não se realiza em dias de temperatura abaixo de 20º Celsius.

### Reptilário

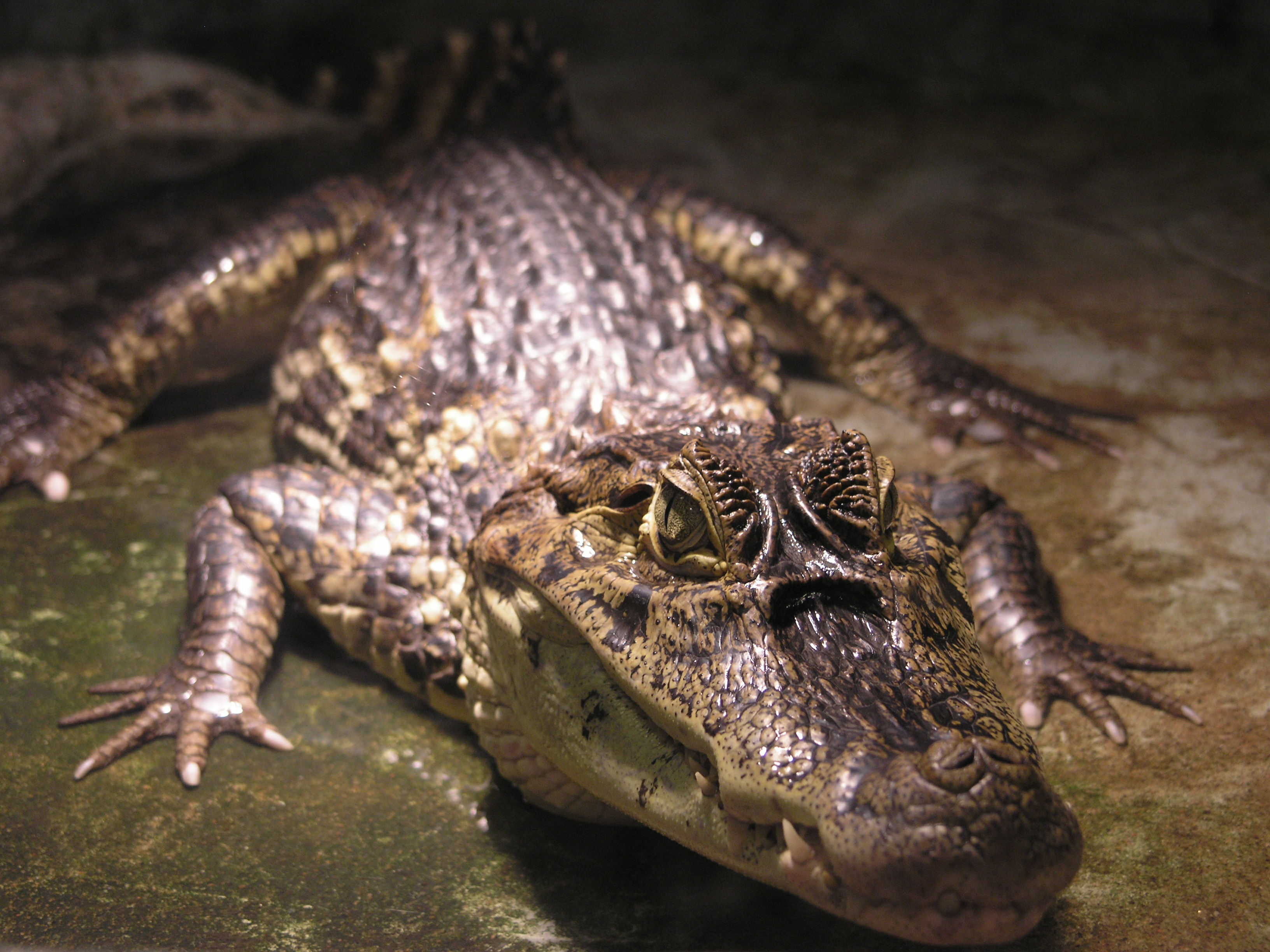
Caimão no reptilário.

Possuiu umas das melhores colecções de répteis do mundo e foi remodelado recentemente com uma ponte sobre o recinto dos aligátores americanos. É mantido a uma temperatura constante acima dos 20º Celsius.

### Vale dos Tigres

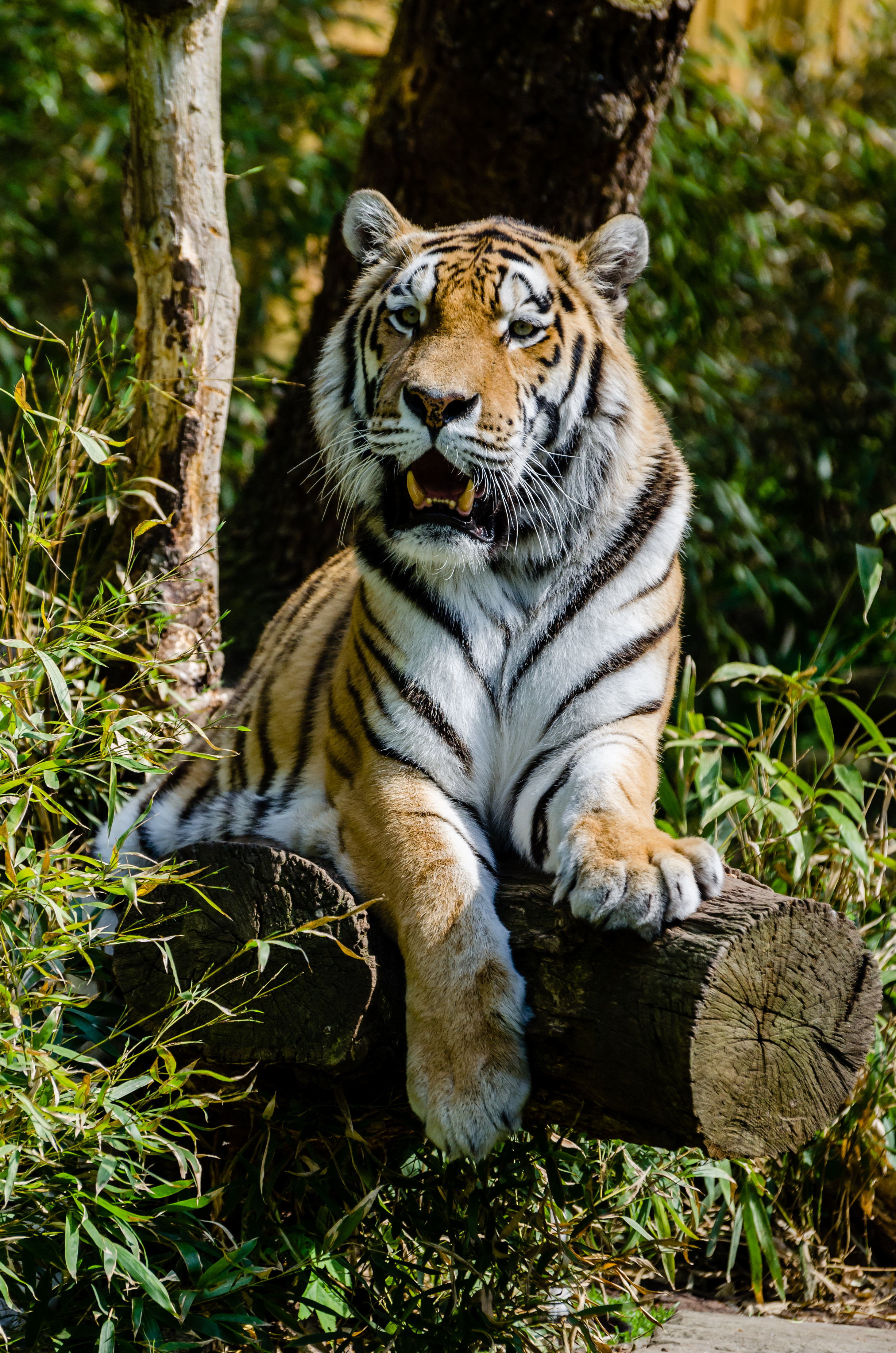
Tigre-siberiano, o maior felino selvagem do mundo.

O Vale dos Tigres é composto por três espaços distintos: as instalações do Tigre-da-sibéria, as do Tigre-de-sumatra e, no centro, o templo, um espaço coberto, destinado a informar e a sensibilizar os visitantes para estas espécies.

## Apadrinhamento
Para viabilizar os projectos e a sua sustentabilidade, o Jardim Zoológico de Lisboa, adoptou programa de "Apadrinhamento de Animais" por empresas. Esta é umas das formas originais de investir e ajudar o Jardim Zoológico.

## Amigos do Jardim Zoológico
O Grupo dos Amigos do Jardim Zoológico foi fundado dia 21 de Junho de 1914. Para colaborar com o Jardim Zoológico e associar-se à conservação da vida animal, cada pessoa pode também tornar-se sócia.

## EEP
Programas de Reprodução para Espécies Ameaçadas de Extinção (EEP). O Jardim Zoológico de Lisboa participa, actualmente, em 57 EEP. 
O Zoo participa no programa de reprodução do leopardo da pérsia devido a uma elevada taxa de reprodução no Jardim. O curador de mamíferos do Jardim Zoológico, José Dias Ferreira, é o coordenador do programa de reprodução europeu do leopardo da pérsia, o que levou em 2012, ao transporte de um casal de leopardos do Jardim ao Centro de Reprodução da Reserva Natural do Cáucaso em Sochi, Rússia, com o objetivo de treino e reintrodução da prole dos leopardos residentes no Centro, objetivo este atingido aquando a reintrodução de três leopardos em 2015, um dos quais descendente da primeira ninhada do casal do Jardim Zoológico no Centro.
No Jardim Zoológico no âmbito do programa de reprodução de ocapis nasceram duas crias em 2010 e 2013.

## Galeria

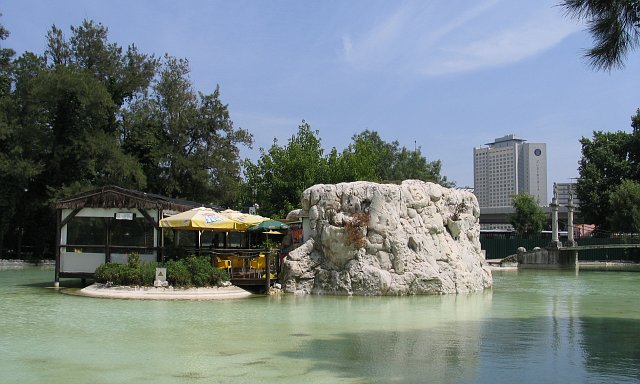
Jardim Zoológico de Lisboa: pormenor.
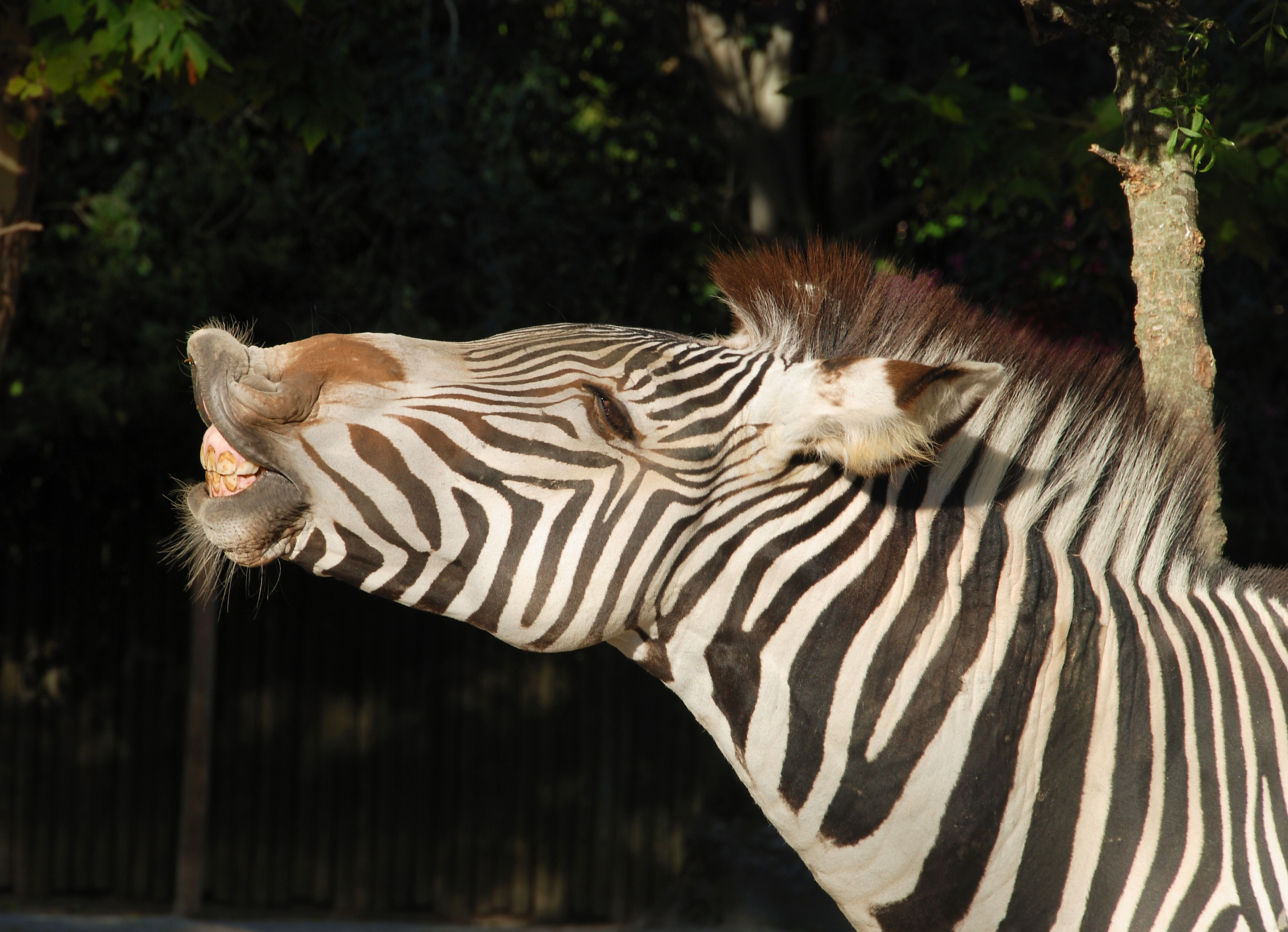
Zebra de Grévy (Equus grevyi).
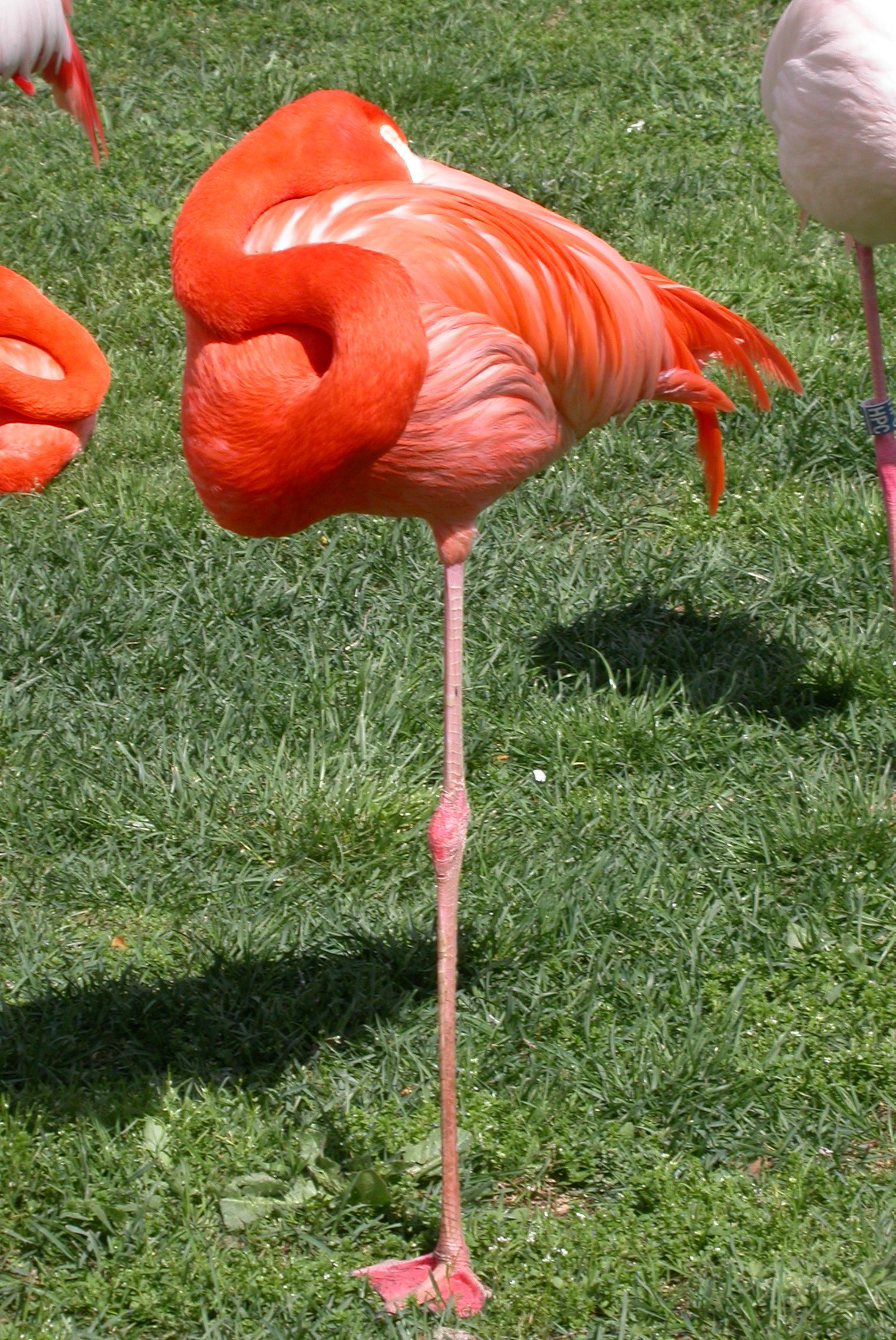
Flamingo.
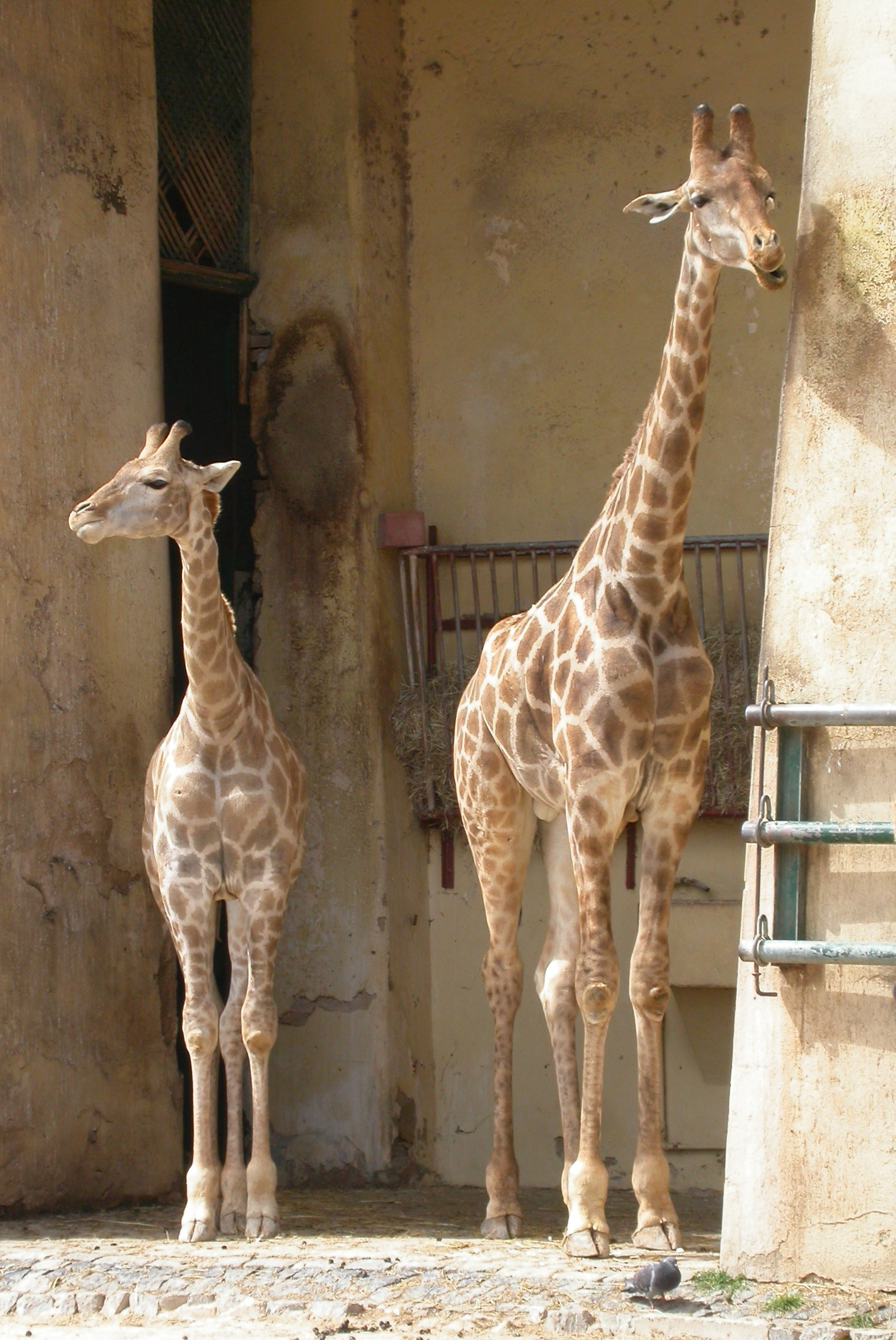
Girafas de Angola (Giraffa camelopardalis angolensis).
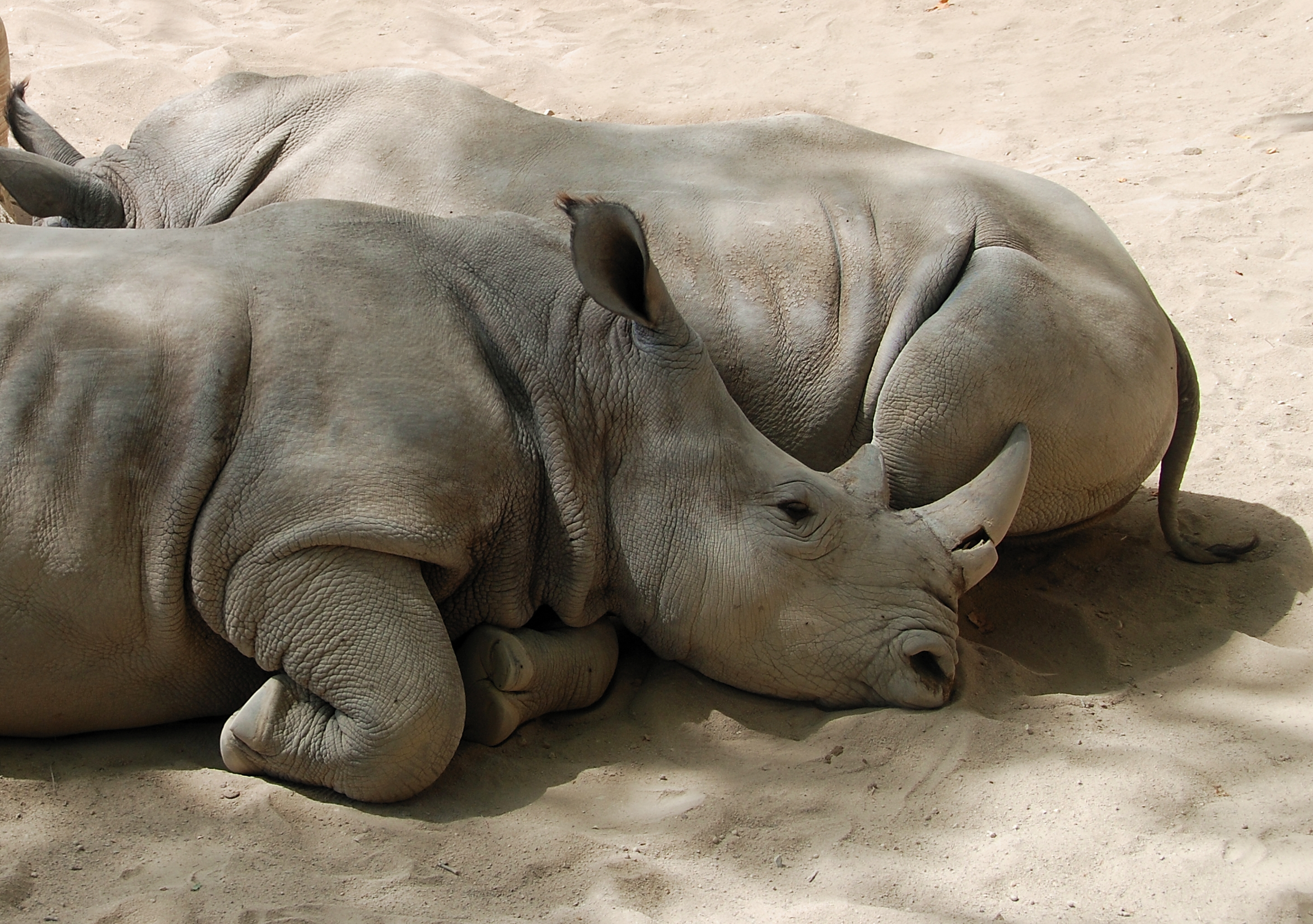
Rinocerontes brancos ("Ceratotherium simum").
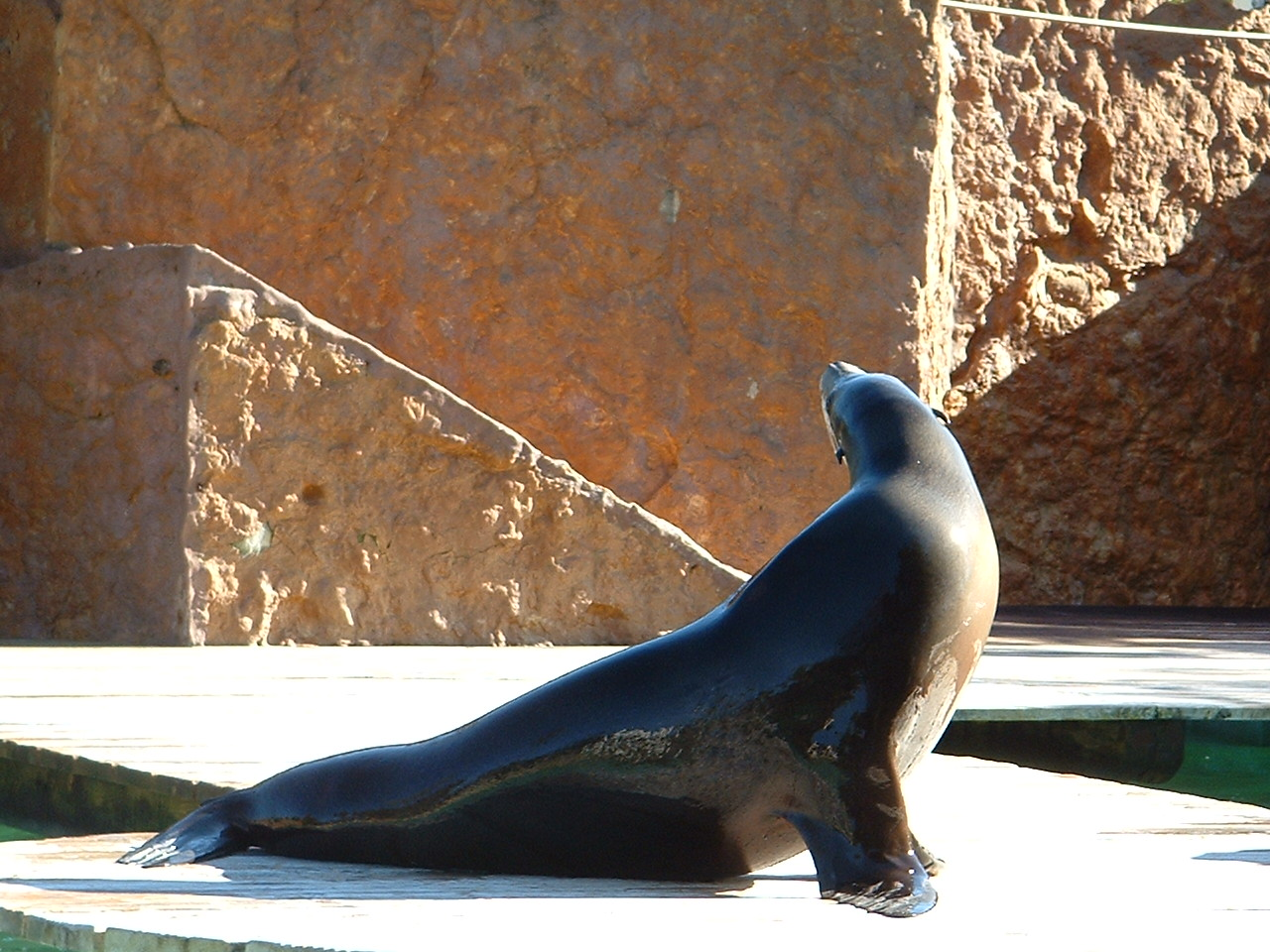
Leão marinho da Califórnia (Zalophus californianus)
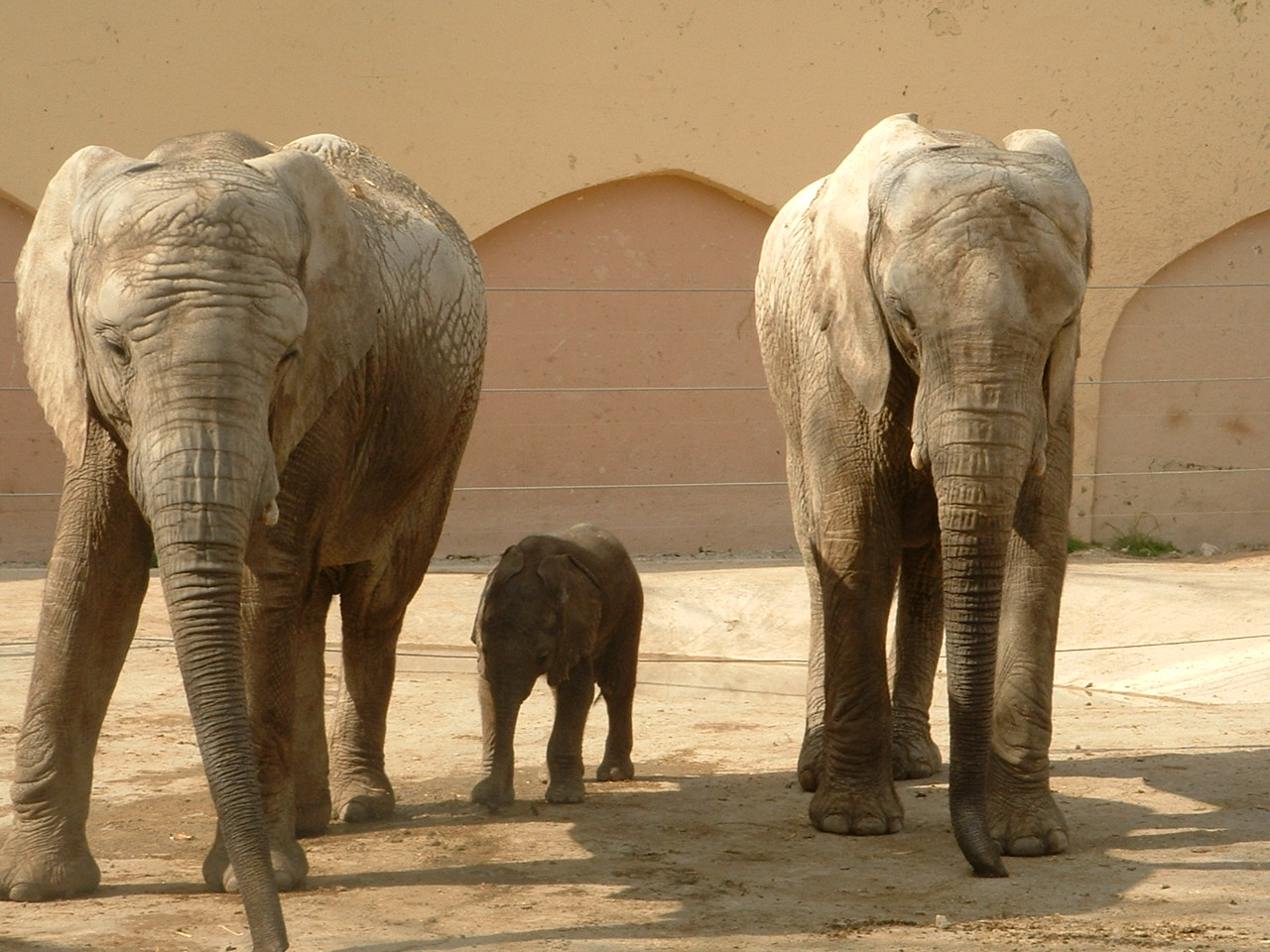
Elefantes africanos (Loxodonta africana)
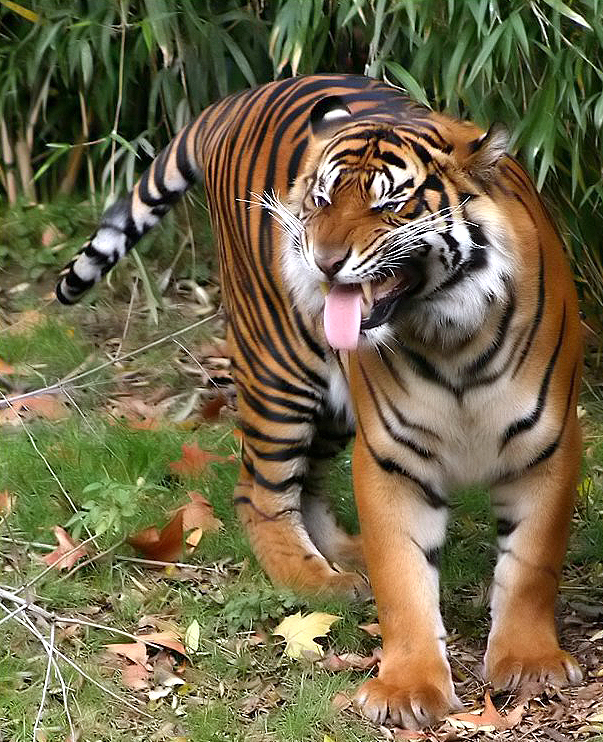
tigre-de-sumatra